# Stanisław Marchewka
Stanisław Marchewka ps. „Ryba” (ur. 15 listopada 1908 w Jeziorku k. Łomży, zm. 4 marca 1957 w Jeziorku) – podoficer zawodowy Wojska Polskiego. Dowódca plutonu w ZWZ i AK, oficer AKO i WiN, podporucznik czasu wojny. Przewodnik walki czynnej rejonu D AKO, dowódca oddziału partyzanckiego, żołnierz wyklęty.
„Ryba” był ostatnim oficerem podziemia poakowskiego, który zginął z bronią w ręku – w 1957 roku. Dłużej od niego w Polsce przetrwał tylko Józef Franczak „Laluś” na Lubelszczyźnie zabity przez SB w roku 1963. Po 1957 spośród żołnierzy podziemia antykomunistycznego oprócz Franczaka utrzymywali się jedynie pojedynczy partyzanci NZW, jak Michał Krupa ps. „Wierzba” (przetrwał w konspiracji do lutego 1959), czy Andrzej Kiszka ps. „Dąb” (ukrywał się w leśnym bunkrze koło Huty Krzeszowskiej aż do 31 grudnia 1961), po aresztowaniu zostali oni skazani na kary więzienia. Do śmierci w 1982 ukrywał się Antoni Dołęga. W 1978 na terenie ówczesnej Estońskiej SRR w obławie KGB poległ ostatni partyzant antykomunistyczny August Sabbe.

## Życiorys

### Kampania wrześniowa
Stanisław Marchewka służbę wojskową odbył w 18 pal i tam ukończył szkołę podoficerską. W kampanii wrześniowej walczył w okolicach Ostrowi Mazowieckiej i tam dostał się do niewoli niemieckiej, uciekł jednak z transportu.

### Działalność konspiracyjna
Działalność konspiracyjną Stanisław Marchewka rozpoczął w 1940 roku, wspólnie z rodziną Rydzewskich z Jeziorka – Józefem Rydzewskim („Borem”), Stanisławem Rydzewskim („Karpą”) i Antonim Rydzewskim („Borutą”), organizując podziemie na terenie gminy Drozdowo. Przyjął pseudonim „Ryba” i został mianowany dowódcą miejscowego plutonu.

### Akcja „Burza”
W ramach akcji „Burza” pluton „Ryby” stanowił część zgrupowania kpt. „Lipca” i znalazł się w bazie na „Kościółku”. Prowadzone były akcje zaopatrzeniowe – w czasie jednej z nich plut. „Ryba” porwał landrata Millera. Niemcy po negocjacjach uwolnili kilkunastu ludzi, a landrat wraz ze swoim współtowarzyszem zostali „podrzuceni” z zawiązanymi oczami na moście w Piątnicy.
Niemcy postanowili zniszczyć zgrupowanie, „Lipiec” podjął decyzję o opuszczeniu bazy – co następuje w pierwszej połowie sierpnia 1944 roku. W czasie wycofywania się plut. „Ryba” zaatakował i zniszczył stojącą w okolicy Grądów-Woniecka kolumnę samochodów ciężarowych. Doszło do kontaktu z wojskami sowieckimi. Sowieci zażądali poddania się oddziału. „Lipiec” zmienił miejsce postoju, a następnie rozwiązał oddział.

### Działalność powojenna
„Ryba” pozostał ze swoimi żołnierzami. Grupa została schwytana przez Sowietów rozbrojona i wcielona do 6 Zapasowego Batalionu 2 Armii Wojska Polskiego. Na rozkaz podziemia „Ryba” zdezerterował na początku 1945 roku i włączył się w struktury AKO, stworzonej 15 lutego 1945 rozkazem podpułkownika „Mścisława” – Władysława Liniarskiego komendanta Białostockiego Okręgu Armii Krajowej. Awansowany do stopnia podporucznika, „Ryba” objął funkcję przewodnika walki czynnej Rejonu D AKO – był to odpowiednik funkcji szefa kedywu Inspektoratu Łomżyńskiego AK sprzed stycznia 1945 roku. Został też adiutantem majora „Bruzdy”.
Do realizacji zadań samoobrony i walki czynnej powołano do istnienia oddział partyzancki poruszający się po terenie Rejonu D. Oddział ten liczył do 40 ludzi, z którego wyselekcjonowano kilkuosobową grupę podległą bezpośrednio ppor. „Rybie” i stanowiącą bezpośrednią ochronę majora „Bruzdy”. Wykonano wiele akcji, likwidując dawnych współpracowników niemieckich i konfidentów „nowej władzy”. Atakowano posterunki milicji i zdobywano broń, dochodziło do starć z NKWD.
W styczniu 1945 Białymstoku została aresztowana przez NKWD Franciszka Ramotowska („Iskra”) łączniczka, sanitariuszka. Na początku kwietnia 1945 „Iskra” została ciężko ranna w czasie próby ucieczki i umieszczona w Szpitalu Garnizonowym w Białymstoku. Major „Bruzda” zdecydował się na próbę jej odbicia. Akcję wykonano bez strat i bez jednego strzału wieczorem 20 kwietnia 1945. Brali w niej udział „Bruzda”, „Ryba”, „Szczedroń”, „Jastrząb”, „Komar”, „Cezar” i „Sokolik”. Ranna „Iskra” została przetransportowana do Jeziorka „Ryby” i tam ją leczono, a następnie umieszczona w Warszawie.
Pod koniec kwietnia major „Bruzda” podjął decyzję o ataku na Grajewo. Celem akcji było uwolnienie aresztowanych przez UB żołnierzy podziemia oraz sparaliżowanie pracy przedstawicieli „władzy ludowej”. Akcję wykonano w nocy z 8 na 9 maja. Ugrupowanie liczące około 200 ludzi zostało podzielone na cztery grupy – pierwsza pod dowództwem „Ryby” miała zaatakować UB, druga pod dowództwem „Wawra” Komendę Powiatową Milicji, trzecia pod dowództwem „Olszyny” miała blokować komendanturę radziecką, czwarta zaś pod dowództwem „Dęba” miała blokować drogi dojazdowe do miasta. „Ryba” otoczył budynek swoimi ludźmi, ostrzelał go zmasowanym ogniem broni maszynowej, a następnie do ataku przystąpiły kilkuosobowe grupy szturmowe, które atakując budynek granatami wdarły się do środka. Uwolniono około 60 więźniów, zdobyto dokumenty i broń. Zatrzymano kilku funkcjonariuszy i agentów UB. Gdy rozpoczęły się walki o PUBP i KP MO, żołnierze sowieccy z Komendantury Wojennej przy ul. Kopernika próbowali włączyć się do walki, ale zaprzestali walki po stracie dwóch zabitych, w tym dowódcy grupy operacyjnej. Akcja w Grajewie zakończyła się powodzeniem, a w czasie powrotu rozbrojono jeszcze posterunek milicji w Szczuczynie i zlikwidowano punkt łączności Armii Radzieckiej pod miejscowością Łojki – dokonał tego patrol dowodzony przez „Rybę”. Zajęto poza tym Izbę Skarbową, z której zabrano ponad 200 tys. zł., oraz budynek starostwa. Po powrocie do lasu między wsiami Okół i Modzele i krótkim dochodzeniu rozstrzelano 5 lub 6 agentów i 1 funkcjonariusza UB; pozostałych funkcjonariuszy UB i MO po przesłuchaniu i odebraniu od nich przysięgi, że nie będą więcej pracowali w aparacie bezpieczeństwa, puszczono wolno.
11 maja major „Bruzda” wraz z ppor. „Rybę” i sześcioosobowym patrolem por. Wojciecha Przybylaka („Łosia”) zorganizował zasadzkę na szosie Wizna – Łomża, chcąc odbić aresztowanego przez UB plutonowego „Jałowca”. W wyniku walki zginęło lub zostało rannych 16 funkcjonariuszy UB-MO, zdobyto całą broń i uwolniono „Jałowca”. Oddział miał tylko jednego lekko rannego.
21 maja sześciu współpracujących z „Rybą” strażników więzienia w Łomży rozbroiło pozostałych, zlikwidowało dwóch z nich, uwolniło więźniów, zarekwirowało broń, pieniądze i zapasy żywności, zniszczyło dokumentację więzienną i dołączyło do oddziału „Ryby”.
W 1945 roku w podziemiu zaostrzył się antagonizm między AKO i NSZ. Doprowadzało to do wzajemnych konfiskat broni, a nawet wykonywania wyroków śmierci. Patrole ppor. „Ryby”, często dowodzone przez niego osobiście brały udział w tej bratobójczej walce. Latem 1945 roku Delegatura Sił Zbrojnych na Kraj zdecydowała o zmianie sposobu walki ze zbrojnej na polityczną. W efekcie podjęto decyzję o „rozładowaniu lasów”. W toku tej akcji rozwiązany został też oddział „Ryby”. Utrzymał on stanowisko szefa samoobrony w nowo organizujących się strukturach Rejonu Łomża WiN, ale nowe metody walki nie odpowiadały mu i w styczniu 1946 roku opuścił szeregi konspiracji.
Swoją walkę w strukturach ZWZ, AK, AKO, i WiN zakończył w stopniu podporucznika czasów wojny. Został odznaczony Krzyżem Walecznych i Krzyżem Virtuti Militari V klasy.
Po zerwaniu z konspiracją Stanisław Marchewka opuścił województwo łomżyńskie i osiedlił się w Łodzi. Został kupcem. Przyjechał do Łomży w 1947, aby dopełnić obowiązku ustawy amnestyjnej i wrócił do Łodzi.

### Powrót do podziemia
W roku 1950 zaczęli ponownie ukrywać się zagrożeni aresztowaniem major Jan Tabortowski „Bruzda” i kapitan Stanisław Cieślewski („Lipiec”). Urząd Bezpieczeństwa intensywnie poszukiwał sposobu likwidacji, trafił również do Stanisława Marchewki. Nie pozostawiono „Rybie” wielkiego wyboru – albo współpraca z UB i wydanie „Bruzdy”, albo aresztowanie ze wszystkimi dalszymi konsekwencjami. Pod koniec 1952 „Ryba” pozornie zgodził się na współpracę z UB, otrzymał kryptonim „Rak” i z „błogosławieństwem” UB zaczął poszukiwać kontaktu z „Bruzdą”. Do spotkania „Bruzdy” z „Rybą” doszło w lipcu 1953 u Apolinarego Grabowskiego w Jeziorku. „Ryba” opowiedział „Bruzdzie” o działaniach podjętych przez UB i wstąpił do grupy w której byli wówczas „Bruzda”, „Zegar” – Tadeusz Wysocki i „Tygrys” – Wacław Dąbrowski, a nieco później dołączył do nich na krótko Jan Rogiński („Lis”).
We wrześniu 1953 roku dokonano rekwizycji w PGR Ławsk, doszło do wymiany ognia w wyniku której zginął milicjant – funkcjonariusz KPMO z Grajewa. W październiku 1953 dokonano rekwizycji pieniędzy z ambulansu pocztowego. Akcja została przeprowadzona bez strzału i strat w ludziach, mimo że UB miało informacje o możliwości takiej akcji. W sierpniu 1954 „Bruzda” zdecydował się na kolejną akcję rekwizycyjną – tym razem na Gminną Kasę Spółdzielczą w Przytułach. Ranny został major „Bruzda”. Rana „Bruzdy” okazała się bardzo ciężka i na jego własną prośbę został on dobity strzałem z pistoletu przez „Rybę”.

### Śmierć
Urząd Bezpieczeństwa znalazł możliwości dotarcia do „Tygrysa” i „Zegara”. Obaj zgodzili się wyjść z podziemia i skorzystać z amnestii, ale nie chcieli ujawnić miejsca, gdzie ukrywał się „Ryba”. Przełom nastąpił pod koniec lutego 1957. Poprzez „Zdzisławę” – tajnego współpracownika UB udało się w przybliżeniu ustalić miejsce pobytu grupy, a Tadeusz Wysocki („Zegar”) dokonał reszty wskazując funkcjonariuszom UB – kapitanowi Szkudelskiemu i kapitanowi Czapajewiczowi lokalizację schronu, zdecydował się też na udzielenie pomocy przy likwidacji „Ryby”. Natychmiast rozpoczęła się operacja likwidacji „Ryby”. 2 marca pod pozorem choroby żony Wacław Dąbrowski „Tygrys” dostał prawo opuszczenia schronu. Zabudowania Grabowskiego zostały otoczone przez 2 kompanię 2. batalionu KBW z Grajewa. Wysocki wyszedł z kryjówki i zameldował UB, że w schronie został tylko „Ryba”. W pobliże schronu przedostali się kpt. Franciszek Czapajewicz z jeszcze jednym funkcjonariuszem UB. Zorientowawszy się w niebezpieczeństwie „Ryba” zaczął strzelać do funkcjonariuszy UB, ale po oddaniu czterech strzałów jego broń zacięła się, natomiast Czapajewicz serią z pistoletu maszynowego trafił „Rybę” zabijając go na miejscu. W opowieściach miejscowych krąży inna wersja zdarzeń i śmierci „Ryby”, nie przypisuje się Czapajewiczowi, tylko por. UB Włodzimierzowi Stefańskiemu.
Został pochowany na cmentarzu parafialnym w Piątnicy koło Łomży.

## Upamiętnienie
4 marca 2007 w Jeziorku koło Łomży odsłonięta została tablica upamiętniająca podporucznika Stanisława Marchewkę ps. „Ryba”, ostatniego partyzanta w północno-wschodniej Polsce. Uroczystość odbyła się w 50. rocznicę śmierci żołnierza. Obchody przygotowane zostały z inicjatywy białostockiego oddziału IPN.
Postanowieniem prezydenta RP Lecha Kaczyńskiego z 20 sierpnia 2009 r. „za wybitne zasługi dla niepodległości Rzeczypospolitej Polskiej” został pośmiertnie odznaczony Krzyżem Wielkim Orderu Odrodzenia Polski.